# Charles J. Albright
Pour les articles homonymes, voir Albright.
Charles J. Albright (Carlisle (Pennsylvanie), 9 mai 1816 - Cambridge (Ohio), 21 octobre 1883) est un homme politique américain.